# Agenzia Pakistana per la ricerca nello spazio e nell'atmosfera superiore
Lo Space and Upper Atmosphere Research Commission (SUPARCO) è un ente governativo esecutivo e nazionale del governo del Pakistan, responsabile del programma spaziale pubblico e civile della nazione e della ricerca aeronautica e aerospaziale. La sua missione e il suo obiettivo sono condurre ricerche sulla tecnologia spaziale e promuovere la tecnologia per il sollevamento socioeconomico del Paese. L'organizzazione, tuttavia, soffre di un budget esiguo e della mancanza di programmi. Istituito nella sua forma moderna il 16 settembre 1961 da un ordine esecutivo del Presidente del Pakistan, ha sede a Karachi, Provincia del Sindh in Pakistan. Parte della divisione dei piani strategici (SPD) delle forze armate pakistane, che attualmente ha sede nel distretto militare di Chakalala sotto il controllo del PAF; i programmi spaziali hanno registrato il numero di risultati pionieristici nel volo spaziale durante gli anni iniziali.
Il primo satellite del paese, Badr-1, è stato costruito dagli sforzi congiunti di SUPARCO e CNSA e lanciato dalla Repubblica popolare cinese nel 1990. Tuttavia, nel frattempo, il programma spaziale ha subito molte battute d'arresto, difficoltà e problemi che hanno in parte rallentato l'avanzamento del programma spaziale. L'influenza burocratica e la politicizzazione ritardarono ulteriormente il programma spaziale e molti progetti furono annullati dalle autorità superiori.
Nel corso degli anni, SUPARCO si è espansa e ora ha diverse installazioni in tutto il paese, tra cui il cosmodromo di Sonmiani. Ha accordi internazionali multilaterali e bilaterali  SUPARCO è stata piuttosto dormiente negli ultimi anni e non ha fatto alcun passo avanti. La scienza e la ricerca di SUPARCO si concentrano principalmente sulla comprensione del sistema solare, space weather, astrofisica, osservazione astronomica, studi climatici, spazio e telemedicina, telerilevamento e osservazione della Terra.